# Bathythrix triangularis
Bathythrix triangularis är en stekelart som först beskrevs av Cresson 1868.  Bathythrix triangularis ingår i släktet Bathythrix och familjen brokparasitsteklar. Inga underarter finns listade.